# Maliszów
Maliszów [pronunciación en polaco: /maˈliʂuf/] es un pueblo ubicado en el distrito administrativo de Gmina Kowala, dentro del Condado de Radom, Voivodato de Mazovia, en el este de Polonia central. Se encuentra aproximadamente a 6 kilómetros al sureste de Kowala, a 12 kilómetros al sur de Radom, y a 103 kilómetros al sur de Varsovia.